# Platencyrtus aclerus
Platencyrtus aclerus är en stekelart som beskrevs av Xu 2003. Platencyrtus aclerus ingår i släktet Platencyrtus och familjen sköldlussteklar. Inga underarter finns listade i Catalogue of Life.